# دوندازیت
دوندازیت(به انگلیسی: Dundasite) یک تریکب معدنی کمیاب شامل سرب، آلومینیوم و کربنات است. نام آن برگرفته از دونداس، تاسمانی در استرالیا جایی که اولین بار کشف شد است. و اولین بار توسط دانشگاه آدلاید کشف شد. ویلیام پتارد اولین بار خصوصیات آن را در سال ۱۸۹۳ توضیح داد.
این بلور ممکن است با پلاتنریت, آزوریت, مالاکیت, پیرومرفیت, میمتیت, بودانتیت, آلوفان و لیمونیت یافت شود.
اگرچه در تاسمانی کشف شده‌است اما در نیوزیلند, استرالیا, جمهوری خلق چین, بلژیک, آلمان, فرانسه, یونان, بریتانیا, جزیره ایرلند, ایتالیا, اتریش, جمهوری چک, نامیبیا, و ایالات متحده آمریکا نیز یافت می‌شود.